# Addai (Architekt)
Addai war ein spätantiker oströmischer Architekt des 6. Jahrhunderts. Er war in Edessa tätig. Wahrscheinlich war er gemeinsam mit Asaph der Architekt des zwischen 543 und 554 vollbrachten Wiederaufbaues der Kathedrale Hagia Sophia in Edessa. Beide sind durch den syrischen Einweihungs-Hymnus für die Kirche bekannt.